# Tajemnice Laury
Tajemnice Laury – (oryg. The Mysteries of Laura) amerykański serial telewizyjny (dramat kryminalny) wyprodukowany przez Warner Bros. Television,  Berlanti Productions oraz Kapital Entertainment. Serial jest amerykańska adaptacją hiszpańskiego serialu Los misterios de Laura, którego twórcami są Carlos Vila i Javier Holgado. Scenariusz wersji amerykańskiej opracowali: Jeff Rake, Carlos Vila oraz Javier Holgado.
Serial był oryginalnie emitowany od 24 września 2014 do 2 marca 2016 przez NBC.
W Polsce był emitowany od 1 marca 2015 przez TVN7.

## Fabuła
Akcja serialu skupia się wokół życia i pracy Laury Diamond, która jest twardym detektywem w wydziale zabójstw  w Nowym Jorku. Nieźle radzi sobie z przestępcami, ale ma trudności z wychowaniem swoich dwóch synów bliźniaków.

## Obsada

### Główna
- Debra Messing jako Laura Diamond[5]
- Josh Lucas jako Jake Broderick, były mąż Laury[6]
- Laz Alonso jako Billy Soto[7]
- Janina Gavankar jako Meredith Bose
- Max Jenkins jako Max Carning[8]
- Meg Steedle jako  Franceska "Frankie" Pulaski[9]

### Drugoplanowa
- Robert Klein jako Leo Diamond
- Alysia Joy Powell jako Alicia
- Marc Webster jako Reynaldo Wes
- Neal Bledsoe jako Tony Abbott
- Callie Thorne jako kapitan Nancy Santiani, nowy szef posterunku (od 2 sezonu)[10]
- Jenna Fischer jako Jennifer Lampert, prawniczka (od 2 sezonu)[11]

## Odcinki
| Sezon | Sezon | Odcinki | Oryginalna emisja NBC | Oryginalna emisja NBC | Oryginalna emisja TVN7 | Oryginalna emisja TVN7 | Oryginalna emisja TVN7 |
| Sezon | Sezon | Odcinki | Premiera sezonu       | Finał sezonu          | Premiera sezonu        | Finał sezonu           |                        |
| ----- | ----- | ------- | --------------------- | --------------------- | ---------------------- | ---------------------- | ---------------------- |
|       | 1     | 22      | 24 września 2014      | 20 maja 2015          | 1 marca 2015           | 2 sierpnia 2015        |                        |
|       | 2     | 16      | 23 września 2015      | 2 marca 2016          | 7 marca 2016           |                        |                        |

## Produkcja
28 października 2014 stacja NBC zamówiła pierwszy sezon serialu The Mysteries of Laura, liczący 22 odcinki.
9 maja 2015 roku, stacja NBC zamówiła drugi sezon serialu Tajemnice Laury, mający początkowo mieć 13 odcinków. 29 października tego samego roku NBC zamówiła pięć dodatkowych scenariuszy odcinków drugiego sezonu, z których zamówiono 3 dodatkowe odcinki – drugi sezon liczył łącznie 16 odcinków.
14 maja 2016 roku, stacja NBC ogłosiła zakończenie produkcji serialu po dwóch sezonach.